# Davek
Davek je finančna ali drugačna obremenitev davkoplačevalca (fizične ali pravne osebe). Določi, predpiše in pobira ga država oz. njen funkcionalni ekvivalent. Neplačevanje davka se zakonsko obravnava kot kaznivo dejanje. Država pobira davek kot splošno obvezno dajatev za  kritje skupnih izdatkov javne uprave. Državni davek nima direktne protidajatve, vendar pa lahko na finančni osnovi, pridobljeni z davki, zadovoljuje kolektivne potrebe s socialnimi in gospodarskimi intervencijami. 
Po davčnem predmetu  ločimo sledeče vrste davkov:
- donosnina (davek na donos):  zemljiški davek, davek od stavb,  davek na podjetniški dobiček , rentnina…
- dohodnina (davek na dohodek)
- premoženjski davki: npr. davek na nepremičnine, nadomestilo za uporabo stavbnih zemljišč, davek na premičnine (npr. davek na vodna plovila)
- davki na promet premoženja: npr. davki na promet vrednostnih papirjev
- davki na porabo: carina, mitnina, trošarina, splošni prometni davek (kamor spada tudi davek na dodano vrednost), državni monopol

## Razmerje davkov in gospodarstva
Povezovanje davkov in gospodarske rasti predstavlja eno najpogosteje obravnavanih vprašanj v ekonomski teoriji. Države uporabljajo davčne spodbude za ustanavljanje in razvoj podjetij, za izboljšanje njihove konkurenčne prednosti, za njihovo reševanje pred bankrotom ter splošen dvig gospodarske rasti